# Vieux-Lixheim
Vieux-Lixheim és un municipi francès situat al departament del Mosel·la i a la regió del Gran Est. L'any 2007 tenia 242 habitants.

## Demografia

### Població
El 2007 la població de fet de Vieux-Lixheim era de 242 persones. Hi havia 90 famílies, de les quals 24 eren unipersonals (16 homes vivint sols i 8 dones vivint soles), 31 parelles sense fills, 31 parelles amb fills i 4 famílies monoparentals amb fills.
La població ha evolucionat segons el següent gràfic:
Habitants censats

### Habitatges
El 2007 hi havia 111 habitatges, 93 eren l'habitatge principal de la família i 18 estaven desocupats. 85 eren cases i 27 eren apartaments. Dels 93 habitatges principals, 66 estaven ocupats pels seus propietaris, 24 estaven llogats i ocupats pels llogaters i 4 estaven cedits a títol gratuït; 1 tenia una cambra, 3 en tenien dues, 13 en tenien tres, 20 en tenien quatre i 57 en tenien cinc o més. 82 habitatges disposaven pel capbaix d'una plaça de pàrquing. A 41 habitatges hi havia un automòbil i a 45 n'hi havia dos o més.

### Piràmide de població
La piràmide de població per edats i sexe el 2009 era:
| Homes | Edats   | Dones |
| ----- | ------- | ----- |
| 0     | 95 o +  | 0     |
| 0     | 90 a 94 | 0     |
| 4     | 85 a 89 | 0     |
| 4     | 80 a 84 | 0     |
| 4     | 75 a 79 | 8     |
| 4     | 70 a 74 | 0     |
| 4     | 65 a 69 | 4     |
| 8     | 60 a 64 | 8     |
| 8     | 55 a 59 | 12    |
| 4     | 50 a 54 | 8     |
| 8     | 45 a 49 | 0     |
| 8     | 40 a 44 | 8     |
| 16    | 35 a 39 | 8     |
| 4     | 30 a 34 | 8     |
| 4     | 25 a 29 | 8     |
| 0     | 20 a 24 | 0     |
| 12    | 15 a 19 | 12    |
| 0     | 10 a 14 | 4     |
| 4     | 5 a 9   | 4     |
| 8     | 0 a 4   | 8     |

## Economia
El 2007 la població en edat de treballar era de 158 persones, 121 eren actives i 37 eren inactives. De les 121 persones actives 112 estaven ocupades (67 homes i 45 dones) i 9 estaven aturades (4 homes i 5 dones). De les 37 persones inactives 12 estaven jubilades, 12 estaven estudiant i 13 estaven classificades com a «altres inactius».

### Ingressos
El 2009 a Vieux-Lixheim hi havia 92 unitats fiscals que integraven 243,5 persones, la mediana anual d'ingressos fiscals per persona era de 15.742 €.

### Activitats econòmiques
Dels 6 establiments que hi havia el 2007, 1 era d'una empresa alimentària i 5 d'empreses de construcció.
Dels 4 establiments de servei als particulars que hi havia el 2009, 3 eren fusteries i 1 empresa de construcció.
L'únic establiment comercial que hi havia el 2009 era una fleca.
L'any 2000 a Vieux-Lixheim hi havia 5 explotacions agrícoles.

## Equipaments sanitaris i escolars
El 2009 hi havia una escola elemental integrada dins d'un grup escolar amb les comunes properes formant una escola dispersa.

## Poblacions més properes
El següent diagrama mostra les poblacions més properes.